# Vajda János (zeneszerző)
Vajda János Gábor (Miskolc, 1949. október 8. –) Erkel- és Kossuth-díjas magyar zeneszerző, a Zeneakadémia tanára.

## Élete
A Lorántffy Zsuzsanna (Zenei) Általános Iskolába járt.[forrás?] A Liszt Ferenc Zeneművészeti Főiskolán 1968 és 1973 között Párkai Istvánnál karvezetést, majd 1970-től 1975-ig Petrovics Emilnél zeneszerzést tanult. 1974–1979 között a Magyar Rádió és Televízió Énekkarának korrepetitora volt, majd 1979-től 1980-ig Ton de Leeuwnél volt posztgraduális képzésen, az amszterdami Sweelinck Konzervatóriumban. 1981-ben a Zeneakadémia tanára lett, és eleinte prozódiát oktatott, Petrovics asszisztenseként dolgozott, majd zeneszerzést tanított.
Vajda zeneszerzői munkássága a zene számos területére kiterjed: írt operákat (a kortárs magyar opera egyik legfontosabb képviselője), baletteket, nagyzenekari és kamarazenekari műveket, kórusműveket, dalokat és szólóhangszeres darabokat. Kompozícióira a tonális zene jellemző, ily módon a hagyományokhoz kötődik. „Túl azon, hogy az ember alkotás közben a maga szükségleteit elégíti ki, nem szabad megfeledkezni az alapvető célról, vagyis másokhoz szólni, méghozzá olyan módon, amelyet mindenki megért” – mondta.
A 2007-es Budapesti Tavaszi Fesztiválon elhangzott Orbán Györggyel, Csemiczky Miklóssal, Selmeczi Györggyel és Gyöngyösi Leventével közös műve, az Öt szerző miséje. Műveinek rendszeres előadóiként említhető Meláth Andrea és Virág Emese, a Budafoki Dohnányi Ernő Szimfonikus Zenekar, a Budapesti Akadémiai Kórustársaság, a Magyar Rádió Énekkara és a Budapesti Fesztiválzenekar. Műveinek kiemelkedő tolmácsolója Török Géza, aki számos művének – többek közt a Mario és a varázsló, a Leonce és Léna, a Karnyóné, a Magnificat – ősbemutatóját vezényelte. Sinfonia, ma non troppo című művét szülővárosában, Miskolcon, a Bartók + Európa 2010 operafesztivál nyitókoncertjén mutatták be.
A Leonce és Lénát Fehér György rendezésében mutatta be a Magyar Állami Operaház 1999-ben.
2003-ban Kossuth-díjjal tüntették ki, az indoklás szerint „…a zeneszerzés legkülönbözőbb – különösen az opera, az oratórium és a kórusművészet – műfajaiban alkotott drámai erejű, a közönség érzelmeit is megragadó lírai szépségű műveiért érdemelte ki az elismerést.”

## Elismerései
- 1981 – Erkel Ferenc-díj
- 1990 – Bartók–Pásztory-díj
- 2003 – Kossuth-díj
- 2008 – Artisjus-díj

## Művei
- Színpadi művek
  - Barabás – egyfelvonásos opera Karinthy Frigyes nyomán (1977)
  - Az igazság pillanata – balett (1980)
  - Don Juan árnyéka rajtunk – balett (1981)
  - Izzó planéták – balett (1982)
  - Jön a cirkusz – balett (1983)
  - Mario és a varázsló – egyfelvonásos opera Thomas Mann nyomán (1988)
  - Leonce és Léna – háromfelvonásos opera Georg Büchner nyomán (librettó: Váradi Szabolcs, 1999)
  - Karnyóné – kétfelvonásos opera Csokonai Vitéz Mihály nyomán (librettó: Váradi Szabolcs, 2004)
  - Az öt kenyérről – operanovella Karel Čapek novellájából (2007)
  - Képzelt beteg, avagy őfelsége komédiása - kétfelvonásos opera (2020)
- Oratóriumok
  - Magnificat – mezzoszopránszóló, vegyeskar, szimfonikus zenekar (1991)
  - Zsoltáros ének – zsoltárszövegekre, valamint Ady Endre verseire – tenorszóló, vegyeskar, szimfonikus zenekar (1996)
  - Zsoltártöredékek – nőikar, két trombita, kisdob, vonósok (1998)
  - Karácsonyi concerto – két gyermek- és szopránszóló, vegyeskar, gyermekkar, szimfonikus zenekar (1999)
  - Missa in H – tenorszóló, vegyeskar, szimfonikus zenekar (2000)
  - Így volt, így se… – Palkó Józsefné meséje nyomán – mezzoszoprán-, tenor- és baritonszóló, gyermekkar, szimfonikus zenekar (2002)
  - Változatok – Szilágyi Domokos versére – vegyeskar, szimfonikus zenekar (2003)
  - Szent Péter és a zsoldosok – tenor- és baritonszóló, férfikar, szimfonikus zenekar (2004)
  - Pater Noster – tenorszóló, vegyeskar, szimfonikus zenekar (2006)
- Zenekari művek
  - Búcsú (1980)
  - Retrográd szimfónia (1990)
  - Titanic – azér’ a víz az úr… (2000)
  - Kamaraszimfónia (2000)
  - Per archi (2000)
  - Sinfonietta (2002)
  - Last Minute Tour (2009)
  - Sinfonia, ma non troppo (2010)
- Versenyművek
  - Kettősverseny – hegedű, gordonka, zenekar (1993)
  - Hegedűverseny (1996)
  - Versenymű két fuvolára és vonósokra (2004)
  - Rapszódia – zongora, 14 rézfúvós, bőgő (2006)
- Kamaraművek
  - Két teszt – szopránszóló, fuvola, klarinét, fagott (1976)
  - De Angelis – fúvósötös, szalag (1980)
  - Holland anzix – fuvola, oboa, klarinét, fagott, kürt, két hegedű, mélyhegedű, gordonka, bőgő (1980)
  - Pentaton – in memoriam R. M. – fuvola, oboa, klarinét, fagott, kürt, két hegedű, mélyhegedű, gordonka, bőgő (1985)
  - Movie-music – hegedű, mélyhegedű, gordonka, zongora (1988)
  - Duó – hegedű, gordonka (1991)
  - Hegedű-zongoraszonáta (1994)
  - 1. vonósnégyes (1994)
  - 2. vonósnégyes (1996)
  - Quasi una fantasia – 12 csellóra (2002)
  - Trió – hegedű, gordonka, zongora (2004)
  - 3. vonósnégyes (2006)
  - 4. vonósnégyes (2008)
  - Klarinét-zongoraszonáta (2008)
  - Szonatina fagottra és zongorára (2011)
  - Trió no 2. – hegedű, gordonka, zongora (2012)
- Szólóművek
  - Just for you No. 1 – gordonka (1984)
  - Just for you No. 2 – hegedű (1987)
  - Könnyű szonatina – zongora (1988)
  - Gregorián ének – cimbalom (1988)
  - Változatok – zongora (1988)
  - Zongoraszonáta (1995)
  - Szólószonáta – mélyhegedű (2004)
- Dalok
  - Négy első ének – Ady Endre verseire (1994)
  - Nebenlieder – Christian Morgenstern verseire (1996)
  - Die Vieren – Friedrich Nietzsche versére (1998)
  - Színházi dalok – Lorca, Shakespeare és Csokonai verseire (1999)
  - Dalok Paul Celan verseire (1997)
  - Három dal Szőcs Géza verssoraira (1999)
  - Öt dal Petőfi Sándor verseire (2002)
  - Capriccio – Petőfi Sándor és Szilágyi Domokos verseire (1998)
  - Rövidkék, szomorkák – Hat dal Karinthy Gábor egy és Fodor Ákos öt versére (2004)
  - A szentendrei borbély – Beaumarchais és Szilágyi Domokos verseire (2008)
  - Első változat – Három dal Federico García Lorca verseire (2008)
- Kórusművek
  - Fekete Glória – Nagy László versére, vegyeskarra (1977)
  - Álmok – két gyermekkar Bókkon Gábor verseire (1978)
  - Tristis est anima mea – vegyeskar (1982)
  - Alleluja – vegyeskar Babits Mihály versére (1983)
  - Kolinda – vegyeskar Nagy László versére és a 150. zsoltár részletére (1985)
  - Rapszódia – vegyeskar Petőfi Sándor és Szilágyi Domokos verseire (1986)
  - Missa in A – vegyeskar (1991)
  - Missa brevis – vegyeskar (1994)
  - Három Mária–ének – vegyeskar
    - No. 1 Sequentia de Virgine Maria (1995)
    - No. 2 O vos omnes (1994)
    - No. 3 Ave Maria (1997)

  - Addio – három gyermek– vagy nőikar Faludi Ferenc verseire) – 1998 (7:00)
  - O lux – nőikar – 1998 (3:00)
  - Három himnusz – vegyeskar
    - No. 1 O lux – a nőikari tétel átirata (1998)
    - No. 2 Aurora (1998)
    - No. 3 Ave maris stella (1978)

  - O magnum mysterium – vegyeskar (1998)
  - Bacchus – vegyeskar ismeretlen szerző versére (1998)
  - Tündérkert – vegyeskar Faludi Ferenc versére (1998)
  - Négy bagatell – vegyeskar Fodor Ákos és Cselényi Béla verseire (1998)
  - Öt bagatell – vegyeskar Moldvay József, Szőcs Géza, Várady Szabolcs, Petri György és Fodor Ákos versére (1999–2002)
  - Két Shakespeare–dal – nőikar (1999)
  - Rigmus – gyermekkar Bókkon Gábor versére (2000)
  - Két tavaszi ének – Szilágyi Domokos verseire (2000)
  - Missa in D – nőikar (2001)
  - Két motetta – vegyeskar
    - No. 1 Domine, non sum dignus (2003)
    - No. 2 In te Domine (2003)

  - Őszi–téli dallamok – vegyeskar Kovács A. Ferenc versére (2004)
  - Adj már csendességet – Balassi Bálint versére, vegyeskar, orgona (2009)
  - Pannonii Carmen – Janus Pannonius és más ismeretlen szerzők latin nyelvű szövegeire – vegyeskar, két zongora, ütőshangszerek (2011)
  - Requiem – vegyeskar, orgona (2012)

## Hangfelvételeiből
- Hungaroton lemezeken:
  - Öt szerző miséje – Sanctus
  - Változatok – Kincses Margit zongoraszóló-lemezén
  - Missa in A – a Debreceni Kodály Kórus lemezén, vezényel: Erdei Péter
  - Magnificat, Változatok – Meláth Andrea, Budapesti Akadémiai Kórus és Ifjúsági kórus, vezényel: Hollerung Gábor
  - Szent Péter meg a zsoldosok – Honvéd Férfikar, vezényel: Hollerung Gábor (HCD32551)
  - Mario és a varázsló – Rudolf Péter, Polgár László, vezényel: Török Géza
  - Dalai – Meláth Andrea és Virág Emese lemezén
- Magánkiadású lemezeken:
  - Kórusművei – a debreceni Canticum Novum kórus lemezén, vezényel: Török Ágnes
  - Requiem – A Debreceni Egyetem Canticum Novum Kamarakórusa, vezényel: Török Ágnes, orgonán közreműködik: dr. Dobiné dr. Jakab Hedvig